# Rat Rock

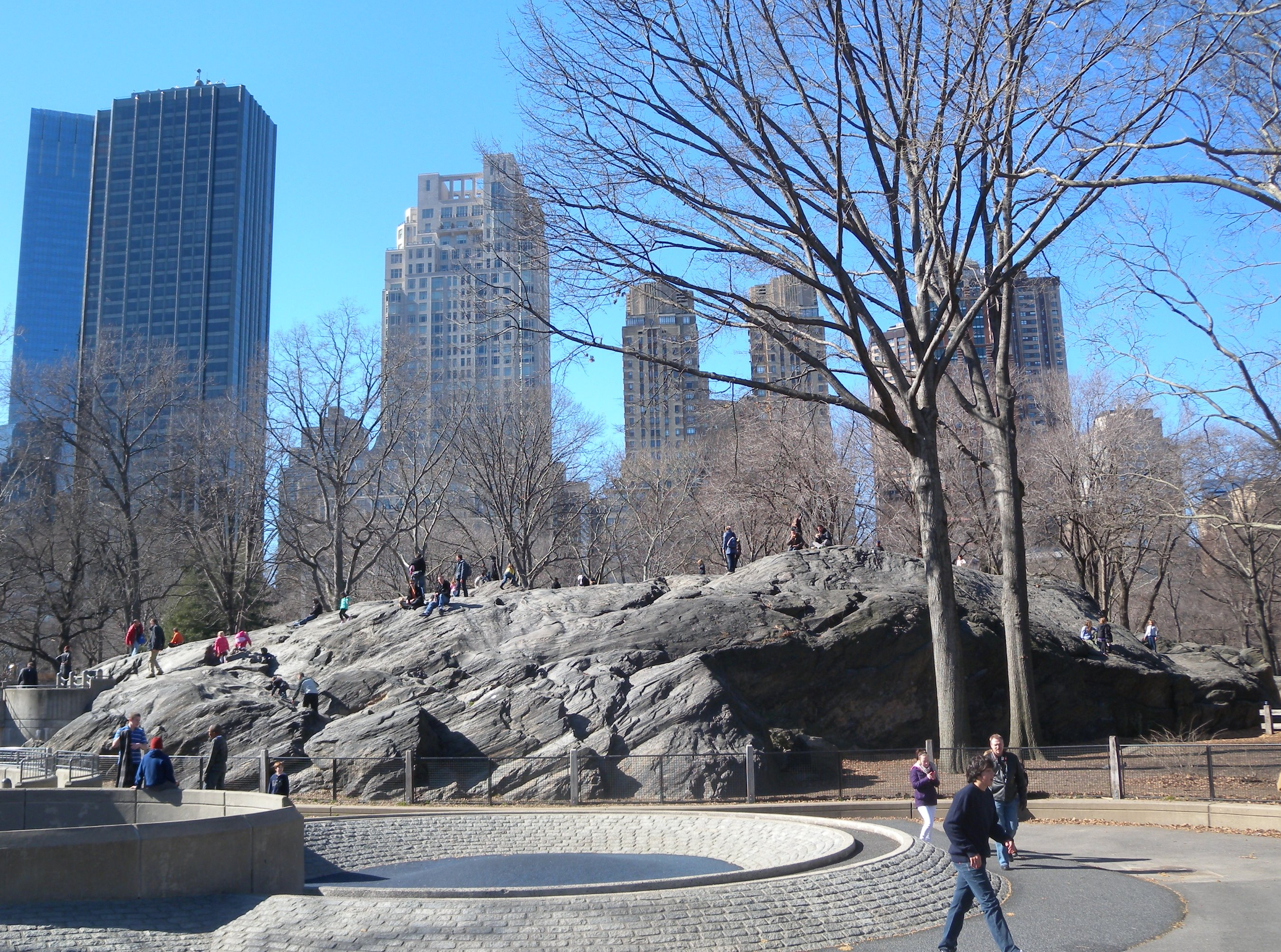
Face est

Rat Rock est un rocher de schiste situé dans Central Park, dans l'arrondissement de Manhattan à New York (USA). Son nom provient des rats qui y prolifèrent la nuit. Il est également connu sous le nom d'Umpire Rock.
Le rocher est situé à proximité de l'angle sud-est du parc, au sud de Heckscher Ballfields dans l'alignement de la Soixante-deuxième Rue et de la Septième Avenue. Il est quasiment circulaire, mesure environ 17 mètres (55 pieds) de largeur et 4,6 mètres (15 pieds) de hauteur. Sur ses faces est, ouest et nord est pratiquée l'escalade de bloc.

## Galerie

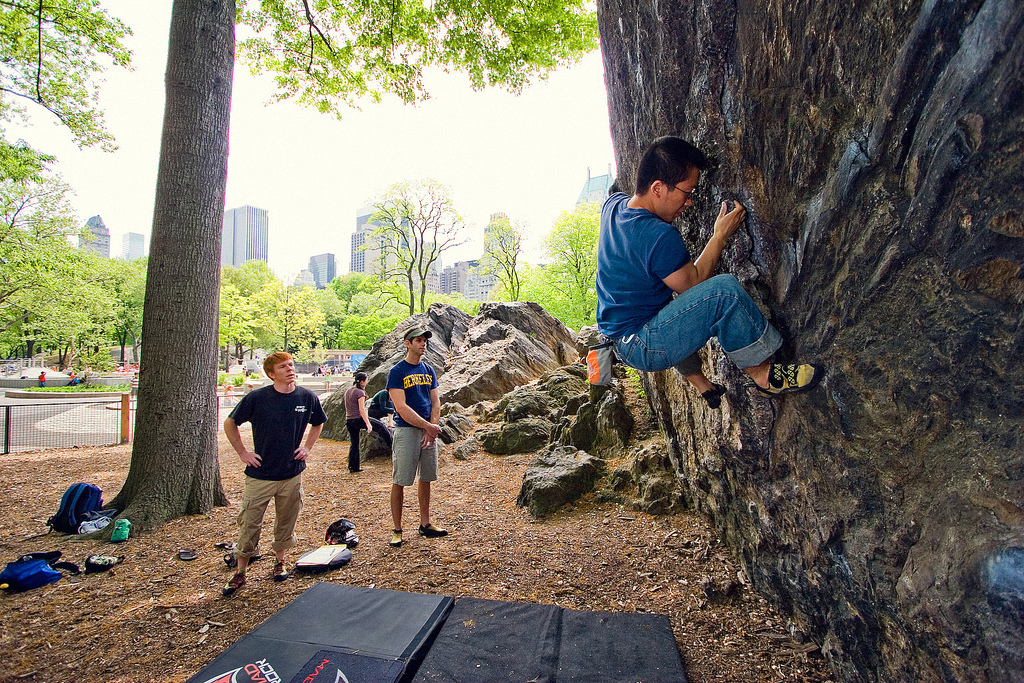
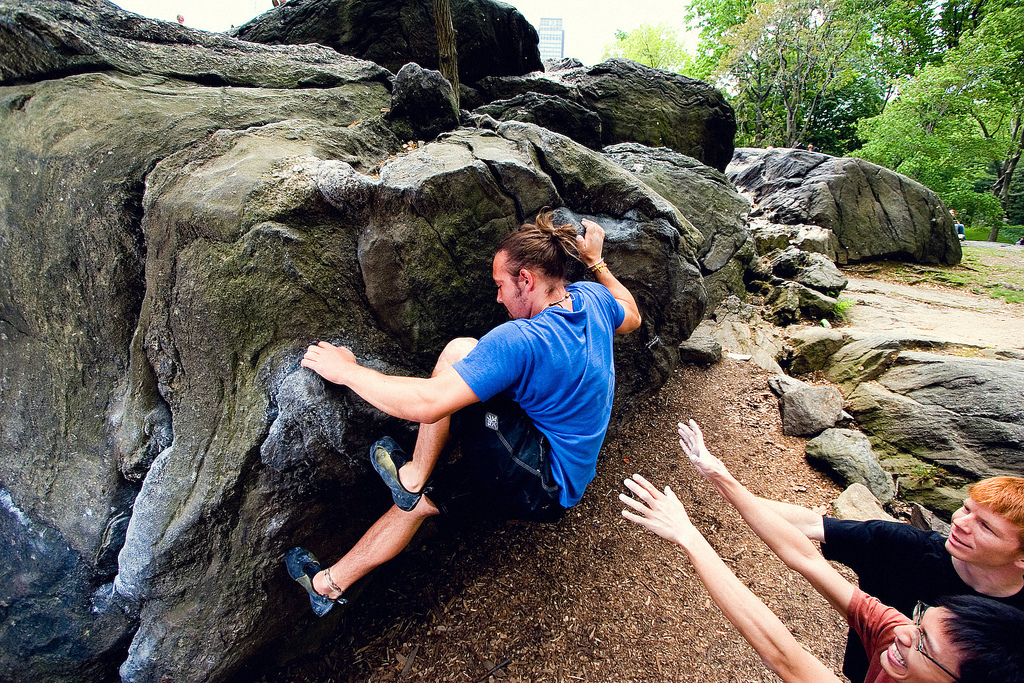
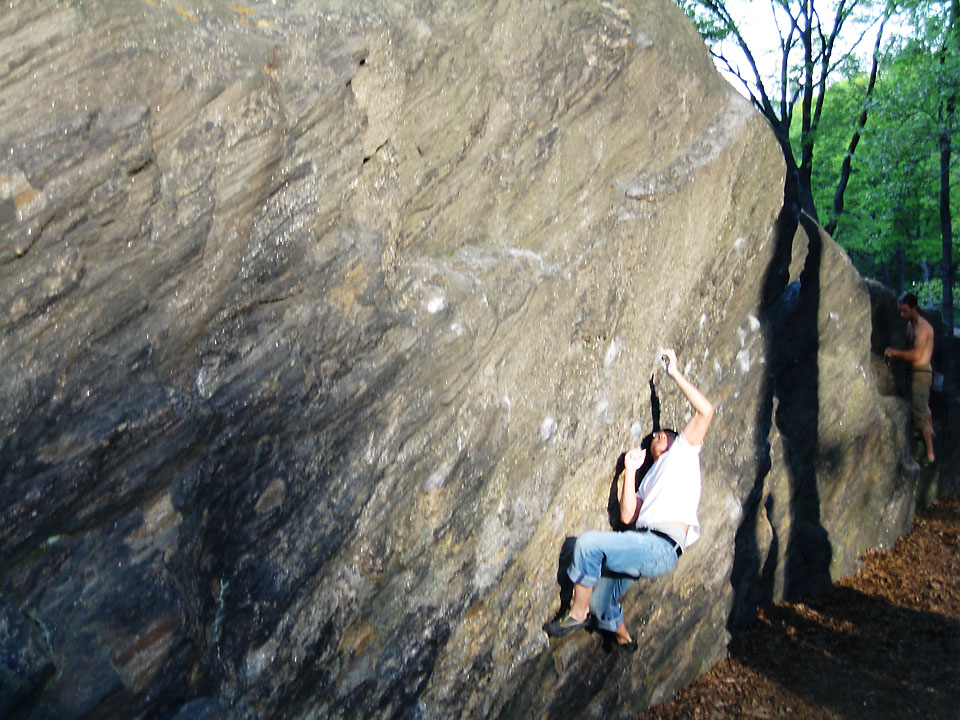
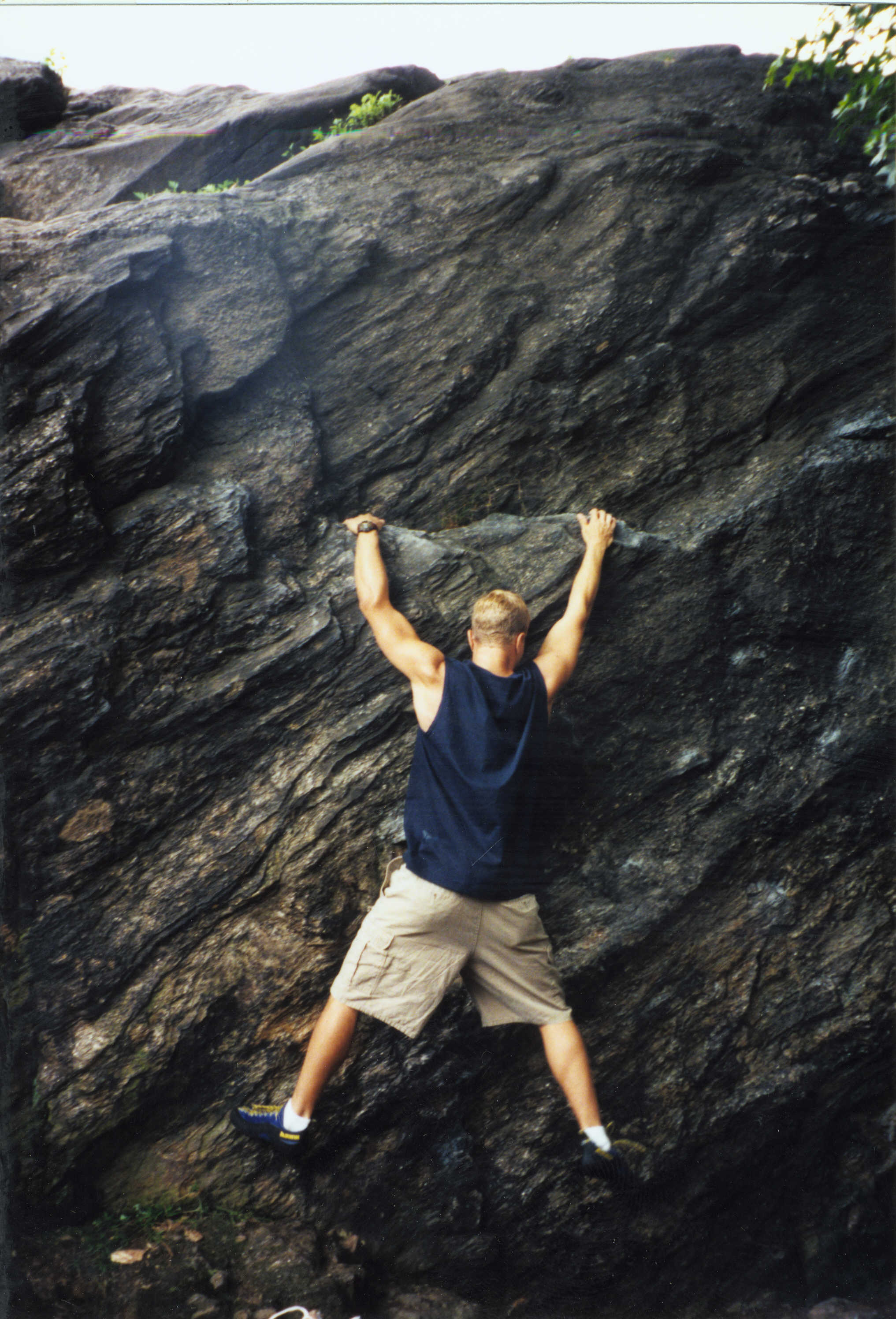
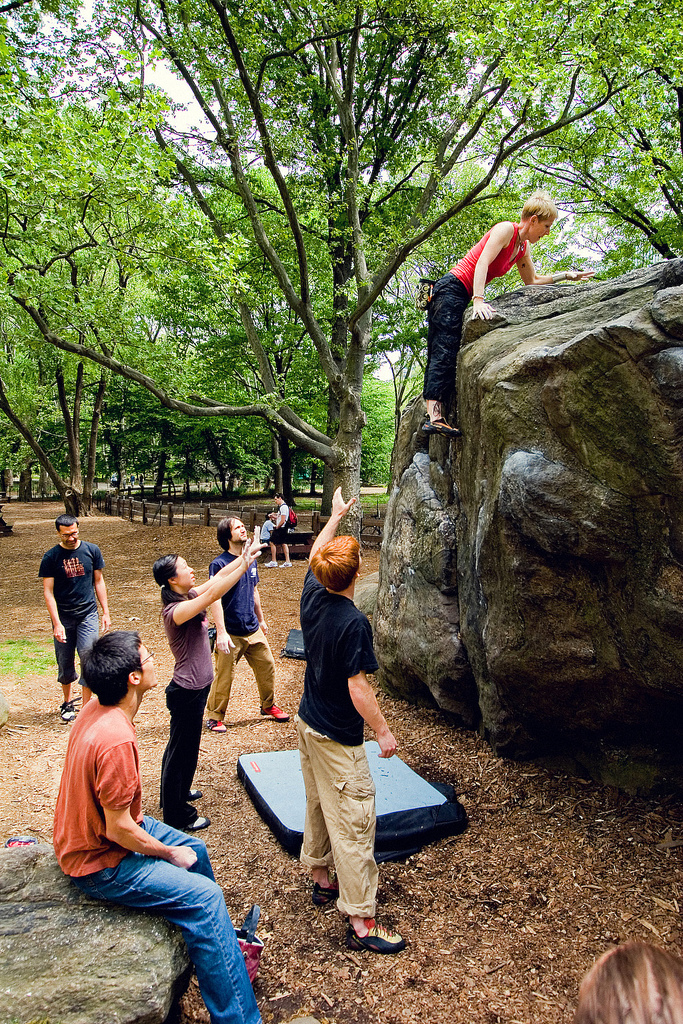

Grimpeurs de bloc sur Rat Rock.